# Hidrografía del estado de Paraná

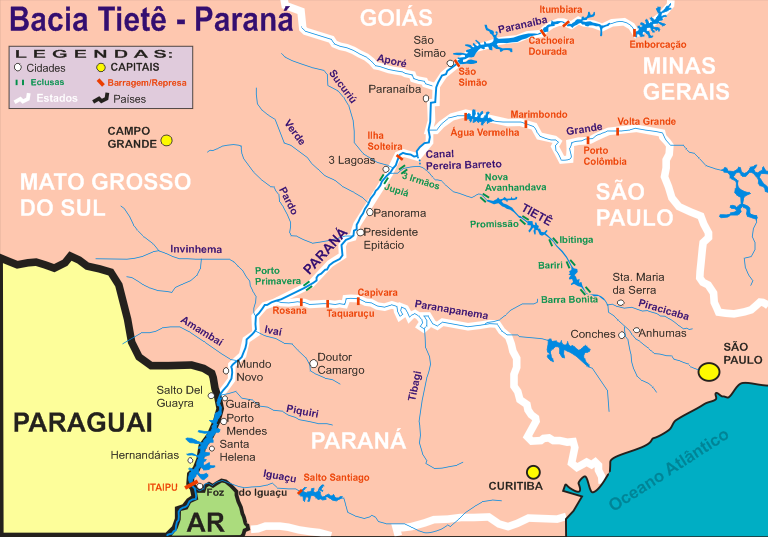
El estado de Paraná en la cuenca Tietê-Paraná

La hidrografía del estado de Paraná se caracteriza principalmente por los ríos del estado que descienden hacia la costa y los ríos que descienden hacia el oeste, los afluentes del río Paraná. Los primeros tienen cursos de agua de corta longitud, porque sus manantiales están situados muy cerca del litoral. Los de mayor extensión son los que se dirigen hacia el estado de São Paulo, en donde terminarán en las aguas del río Ribeira de Iguape. La mayor parte del estado está así dominado por los afluentes del río Paraná, de los cuales los más grandes son el Paranapanema, que limita con São Paulo, y el Iguazú, que está limitado, en parte, con Santa Catarina y con la provincia argentina de Misiones. Los límites occidentales están marcados por el río Paraná, al delimitar el estado homónimo al sureste del Mato Grosso do Sul y al este de los departamentos paraguayos de Alto Paraná y Canindeyú.
En el punto de convergencia de los límites de Mato Grosso do Sul y el departamento paraguayo de Canindeyú, Paraná-Mato Grosso do Sul y Paraná-departamento paraguayo de Canindeyú estaban localizados los saltos de Sete Quedas, constituidos por el río Paraná en el descenso de la meseta basáltica hacia la garganta que lo acompañaba hasta la llanura platina. En 1982, el embalse de la presa de Itaipu sumergió los dos saltos bajo el agua, incluso después de las protestas ecologistas. Más al sur, el río Iguazú va descendiendo de la meseta basáltica dirigiéndose a la misma garganta. Constituye entonces las cataratas de Iguazú, que la represa construida no afectó, porque Itaipu se encuentra aguas arriba de la reunión de los dos ríos.

## Cuencas hidrográficas

### Cuenca hidrográfica del Paraná
El río Paraná, con sus cabeceras en la confluencia de los ríos Paranaíba y Grande, en el Triângulo Mineiro, tiene un recorrido en el estado de Paraná, de más de 400 km, desde la desembocadura del río Paranapanema hasta la desembocadura del río Iguazú. Además de ser la cuenca hidrográfica más importante de Paraná, destaca por su gran poder hidráulico, y su gran potencial hidráulico es uno de los más extensos de Brasil.
El Paraná delimita un gran número de islas en la frontera con Mato Grosso do Sul, particularmente la Ilha Grande o Sete Quedas (80 km de largo) y la isla de los Bandeirantes.
Sus afluentes son enormes, destacándose los ríos Paranapanema, Ivaí, Piquiri y Iguazú.

#### Río Paranapanema
El río Paranapanema tiene sus fuentes en el estado de São Paulo y su discurrir es de 392 km desde la frontera con el estado de Paraná. Posee importantes afluentes en tierras de Paraná, destacando los ríos Itararé, Cinzas, Tibagi e Pirapó.
- el río Itararé, que separa los estados de Paraná y São Paulo y que una buena parte de su curso está represado por la central paulista de Chavantes.[5]
- el río de las Cinzas, que tiene su origen en la sierra de Furnas en la parte occidental de la escarpa Devónica. Recibe los dos afluentes principales: el Jacarezinho por la margen oriental, y el Laranjinha por la occidental.[5]

- el río Tibagi, que nace en los Campos Gerais y recorre 550 km, es el afluente más extenso del río Paranapanema. La desembocadura del Tibagi está represada por la central paulista de Capivara, erigida en el Paranapanema. El Tibagi recibe por la margen occidental al río Pitangui, conocido por el pueblo de Ponta Grossa, y al Iapó, bien conocido por los castrenses, que forma el gran Cañón de Guartelá. Las ciudades bañadas por el Tibagi son Tibagi, Telêmaco Borba e Jataizinho.[5] El río tiene un gran potencial hidroeléctrico. La planta con más potencia instalada en esta cuenca es la central hidroeléctrica Governador Jayme Canet Júnior, Governador Jayme Canet Júnior]], con aproximadamente 363 megavatios-hora.[6]
- el río Pirapó, se encuentra en el Norte Novo y nace cerca de Apucarana. Acoge por la margen oriental al río Bandeirantes do Norte.[5]

#### Otros afluentes
- el río Ivaí recorre 685 km, siendo por esta razón el río más grande que discurre totalmente por Paraná. Su constituyente más importante, el río dos Patos, tiene sus fuentes en el municipio de Prudentópolis y muy cerca de la ciudad de Inácio Martins. El río dos Patos, en su encuentro con el río São João, comienza a llamarse Ivaí, que desciende hacia el noroeste hasta su desembocadura en el río Paraná. Sus afluentes más importantes son Corumbataí y Mourão, por la margen occidental, y el Alonzo en el margen oriental.[5]

- el río Piquiri tiene sus nacientes en la escarpa de la Esperança (Serra Geral). Recorre más de 485 km y sus afluentes más importantes son: Cantu, Goio-Bang e Goio-Erê, por la margen septentrional y el río do Cobre, por la margem meridional.[5]

- el río Iguazú (término indígena que significa «mucha agua») es el río más famoso de Paraná. Tiene sus manantiales en el Planalto de Curitiba, muy cerca de la Serra do Mar.[5] Se dirige hacia el oeste hasta su desembocadura en el río Paraná, después de recorrer 1.200 km, limitando, parcialmente, las paranaenses y catarinenses, así como brasileñas y argentinas.[7] Este río de importancia drena las aguas de una gran región, lo que significa para el sur de Brasil una inmensa fuente de energía hidroeléctrica (12.900 MW), que se concentra en sus saltos, de los cuales destacan: Santiago, Osório, Segredo, Caxias, Sampaio, Capanema, Faraday y las cataratas del Iguazú.[8]

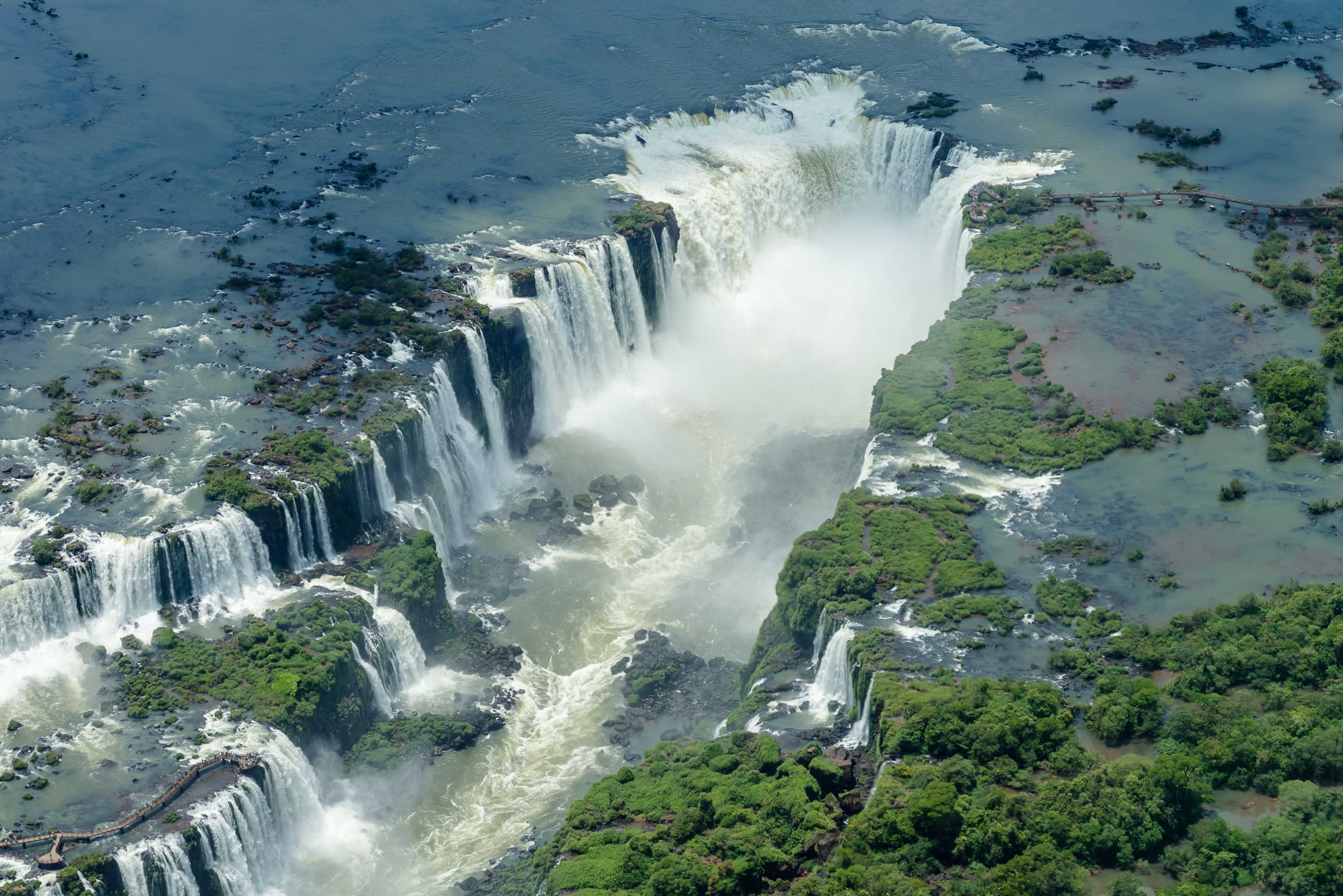
Panorama aéreo de las cataratas del Iguazú, frontera Argentina-Brasil.

Las cataratas del Iguazú, originalmente llamadas saltos de Santa María, están ubicadas en la frontera con Argentina. Fueron descubiertas por la expedición del explorador español, Álvar Núñez Cabeza de Vaca, en camino a Assunção, con el objetivo de asumir el liderazgo del Gobierno de Río de la Plata y Paraguay. El impresionante espectáculo creado allí por la naturaleza constituye una de las principales atracciones turísticas de Brasil. Sus caídas son consideradas las más bellas del mundo, como dijoEleanor Roosevelt, «Pobre Niágara», durante su visita a Brasil. Las cataratas se encuentran a 27 km de la ciudad de Foz do Iguaçu. Tienen caídas de agua de 70 metros de altura, ubicadas en un frente de 2700 m de ancho, lo que favorece un bello panorama.
Los principales afluentes del río Iguazú son, por la margen septentrional, los ríos Potinga, Claro, Areia, Jordão, Carvernoso, Guarani, Adelaide, Andrada, Gonçalves Dias e Floriano; por la margen sur, los ríos Negro, Jangada, Iratim, Chopim, Capanema e Santo Antônio.
Las ciudades bañadas por el río Iguazú son Porto Amazonas, São Mateus do Sul, União da Vitória, Porto Vitória y Foz do Iguaçu, esta última en la unión con el río Paraná.
Aún en el estado de Paraná, algunos pequeños afluentes descienden al río Paraná : Arroio Guaçu, São Francisco, São Francisco Falso e Ocoí, todos con su salida directa a la presa de Itaipu

### Cuenca litoral
Sus ríos forman parte de la cuenca atlántica del sureste, que en Paraná cubre las tierras bañadas por el río Ribeira y por los ríos de la costa de Paraná.
El río Ribeira tiene sus orígenes en la unión de los ríos Ribeirinha y Açungui, que nacen en el norte de la Primera Meseta Paranaense. Su curso va hacia el este hasta su entrada en el estado de São Paulo, donde se llama cerca de la boca con la denominación de Ribeira do Iguape.
Los afluentes más importantes del Ribeira son: Santa Ana, Ponta Grossa e o Pardo con su afluente Capivari Capivari, totalmente por la margen sur; Turvo e Itapirapuã por la margem norte.
El río Capivari tiene una presa, comenzando a descender también al litoral a través del río Cachoeira Después de cruzar, a través de un túnel de 22 km, la región del pico Caratuva, el río Capivari constituye en las estribaciones de la Serra do Mar la central Parigot de Souza, después de un desnivel de 754 m.
Los ríos que fluyen directamente hacia el océano recorren una corta distancia. Los nacidos en la Serra do Mar tienen importancia al ofrecer energía eléctrica, debido a lo acentuado de sus fuertes pendientes y a los débitos anuales de una gran estabilidad de las aguas. Ejemplificando: la central Marumbi, con un desnivel de 468 metros relacionada con la presa de Véu de Noiva, constituida por el río Ipiranga; la planta Chaminé con el apoyo de la presa Vossoroca, compuesta por el río São João; La central de Guaricana alimentada por la represa del río Arraial.
Ciertos ríos de la cuenca del Litoral son afluentes de la bahía de Paranaguá, entre ellos: Guaraqueçaba, Tagaçaba, Serra Negra, Faisqueira, Cacatu, Cachoeira, Nhundiaquara, Itiberê y Guaraguaçu. Otros ríos son afluentes de la bahía de Guaratuba, como São João, Cubatão e seu tributário Cubatãozinho.

## Navegación
El relieve natural del Paraná no permite que los ríos sean navegables, debido a la constante interrupción de los cursos normales de los ríos por cascadas (cachoeiras) y rápidos (corredeiras).
El río Paraná es el más navegable. Embarcaciones que toman 20 horas río abajo y 36 horas que recorren el tramo de 440 km desde Guaíra (PR) até Presidente Epitácio (SP). El río Paraná, ubicado al sur de la represa de Itaipú, goza de buenas condiciones de navegación hasta que desemboca en Argentina, donde se llama el estuario del Río de la Plata. Tiene, en Paraná, ciertos puertos fluviales de importancia, entre los cuales merecen destacarse :.
El 17 de diciembre de 1882, [Amazonas de Araújo Marcondes|Amazonas Araújo Marcondes]], por iniciativa propia, inauguró la navegación de vapor en el río Iguaçu. Este río era muy importante para llevar yerba mate y madera. La ruta de las embarcaciones regulares era el tramo de Porto Amazonas hastaPorto Vitória, que se extiende a lo largo de 360 km, donde se destacan los puertos de São Mateus do Sul y União da Vitória como puertos de embarque de pasajeros. El transporte fluvial por el río Iguaçu fue superado en la década de 1950, después del desarrollo del transporte por carretera. En 1953, se cerró Lloyd Paranaense, una empresa activa en este río de importancia.
El río Ivaí ofrece buenas condiciones de navegación desde su desembocadura hasta los corredeiras do Ferro, extendiéndose más de 140 km. Los ríos Piquiri e Paranapanema también tienen ciertos tramos de navegabilidad.
En la costa, fue cierta vez importante  el tramo navegable en los ríos Tagaçaba, Itiberê, Guaraguaçu y la sección inferior del río Nhundiaquara.
O Río Paraná é o mais navegável. Barcos que demoram 20 horas descendo o rio e 36 horas subindo percorrem o trecho de 440 quilômetros de Guaíra (PR) até Presidente Epitácio (SP). O Rio Paraná localizado ao sul da central de Itaipu, ganha boas condições de navegação até desaguar na Argentina, onde é chamado de Estuário do Rio da Prata. Tem, no Paraná, certos portos fluviais de importância, entre os que merecem destaque: Foz do Iguaçu, Guaíra, Porto Camargo, Porto Rico, Porto Figueira e Porto São José.

## Centrales hidroeléctricas
Con una gran red hidrográfica, Paraná se ha volcado en aprovechar sus aguas, ya que entre las unidades federales de Brasil, es una de las más potentes hidráulicamente (26 000 MW). Basta ver que, en un área de 150 km de radio, regada por los ríos Paraná e Iguaçu, se ubica la planta hidroeléctrica más extensa de Brasil.
La Companhia Paranaense de Energía (COPEL),que aprovecha la hidroelectricidad del estado, se encuentra entre las empresas más ricas de ese ramo en Brasil.
En el río Paranapanema, se ubican las plantas principales de Chavantes, Canoas, Salto Capivara, Taquaruçu e Rosana, algunas de ellas pertenecientes al sistema energético de Paraná. La central de Itaipu, erigida en el río Paraná en el municipio de Foz do Iguaçu, es la segunda mayor del mundo. Es una iniativa conjunta de Brasil y Paraguay para la dinamización de sus economías. La central del gobernador Munhoz da Rocha (Foz do Areia), erigida en el río Iguaçu, tiene la presa más alta de Brasil, con una altura de más de 156 metros. Las famosas plantas de Segredo, Salto Santiago, Salto Osório y Salto Caxias, también se encuentran en el río Iguaçu.
|                             | MW     | Río      | Municipio                |
| --------------------------- | ------ | -------- | ------------------------ |
| Itaipu                      | 14 000 | Paraná   | Foz do Iguaçu            |
| Governador Munhoz da Rocha  | 2 511  | Iguazú   | Pinhão                   |
| Salto Santiago              | 2 000  | Iguazú   | Rio Bonito do Iguaçu     |
| Ilha Grande                 | 2 000  | Iguazú   | Guaíra                   |
| Salto Caxias                | 1 500  | Iguazú   | Capitão Leônidas Marques |
| Segredo                     | 1 260  | Iguazú   | Pinhão                   |
| Capanema                    | 1 200  | Iguazú   | Capanema                 |
| Salto Osório                | 1 050  | Iguazú   | Quedas do Iguaçu         |
| Governador Parigot de Souza | 247    | Capivari | Antonina                 |
| Júlio de Mesquita Filho     | 44     | Chopim   | Dois Vizinhos            |
| Guaricana                   | 39     | Arraial  | São José dos Pinhais     |
| Presidente Vargas           | 22     | Tibagi   | Telêmaco Borba           |
| Chaminé                     | 16     | São João | São José dos Pinhais     |
| Marumbi                     | 9      | Ipiranga | Morretes                 |
| Mourão I                    | 8      | Mourão   | Campo Mourão             |